# Парижка комуна
 Тази статия е за комуната от 1871 г..  За комуната по време на Великата френска революция вижте Парижка комуна (1789-1794).  
Парижката комуна (на френски: La Commune de Paris) се нарича радикалното революционно управление на Париж от 18 март до 28 май 1871 (72 дни) под девиза „Хляб или куршум!“.
Характеризира се като анархистко или социалистическо – в зависимост от идеологическите възгледи на коментатора. Разгромът на комуната става с цената на 30 000 убити.

## Предистория
Загубата на Франция във Френско-пруската война води до бунтове и недоволство сред френските работници. Работническото недоволство може да бъде проследено до по-ранните бунтове на „канутите“ и тези в Лион и Париж през 1830-те години. ('канутите' са работници в копринената индустрия около гр. Лион.)

## Революция от 18 март 1871 г.
Френско-пруската война заварила Франция твърде неподготвена, което било причина 100-хилядната френска армия да капитулира. Военните несгоди по време на 6-месечната обсада на Париж и недоимъкът изострили страстите във френската столица.
В резултат на това на 4 септември 1870 г. многолюдни тълпи се втурнали в Законодателното събрание и под техния диктат бил обнародван декрет, с който се обявявала третата френска република. В началото на 1871 г. било сформирано ново правителство „на националната отбрана“ начело с Тиер. То предприело редица непопулярни и репресивни мерки, което възбудило отново революционните духове.
Така се стигнало до революцията на 18 март 1871 г., когато била провъзгласена и Парижката комуна. Правителството на Тиер се видяло принудено да се оттегли във Версай. Същевременно временната власт в Париж се съсредоточила в ръцете на Централен комитет на Националната гвардия, което на практика създало едно двувластие. Така започнала гражданска война.
Успоредно с това Комуната предприела по-радикални промени. Армията и полицията били разпуснати. Държавните служители били освободени от работа и техните длъжности станали изборни. Църквата била отделена от държавата.

## Памет
На Парижката комуна е наречена улица в квартал „Надежда III“ в София (Карта).